# Julia Emma Villatoro Tario

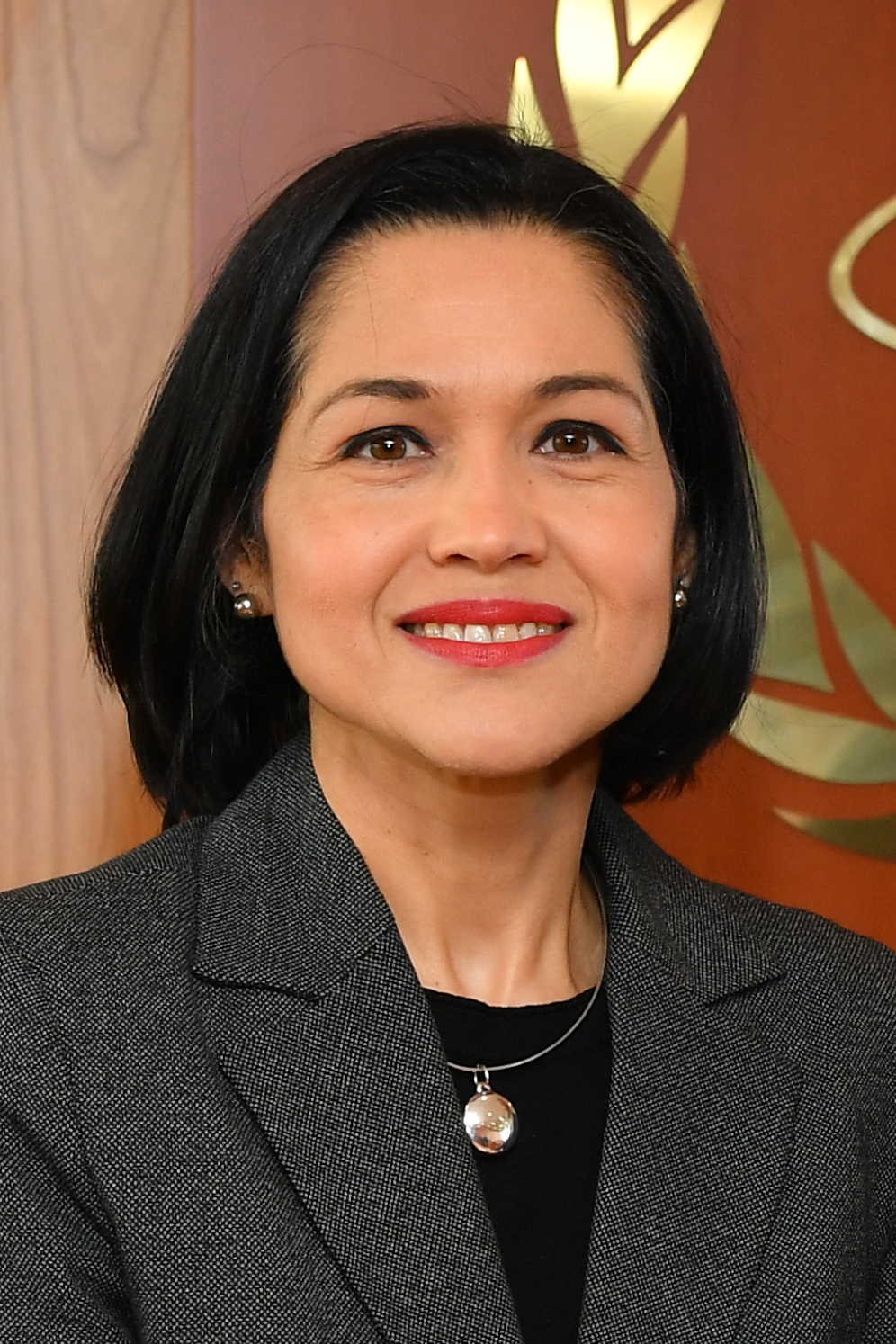
Julia Emma Villatoro Tario (2020)

Julia Emma Villatoro Tario (* 23. Oktober 1972 in San Salvador) ist eine salvadorianische Diplomatin.

## Werdegang
Julia Emma Villatoro Tario wurde am 23. Oktober 1972 in San Salvador, der Hauptstadt von El Salvador geboren. Sie absolvierte die Universidad Centroamericana “José Simeón Cañas” und wurde anschließend vom Obersten Gerichtshof als Anwältin legitimiert und trat anschließend in den diplomatischen Dienst El Salvadors ein. Im Januar 2017 wurde sie zur el-salvadorianischen Botschafterin bei der Europäischen Union ernannt. Außerdem war sie el-salvadorianischen Botschafterin in Belgien und el-salvadorianischen Botschafterin in Luxemburg. Am 13. Januar 2020 wurde sie zur el-salvadorianischen Botschafterin in Österreich ernannt. Sie ist gleichzeitig die Ständige Vertreterin El Salvadors bei den Vereinten Nationen in Wien.